# Campionato asiatico 2014 (hockey su pista)
Il Campionato asiatico di hockey su pista 2014 è stata la quindicesima edizione della massima competizione asiatica per le rappresentative di hockey su pista maschili maggiori e fu organizzata dalla CARS. La competizione si svolse dal 25 al 28 settembre 2014 a Haining in Cina. 
La vittoria finale è andata alla nazionale di Macao che si è aggiudicata il torneo per la nona volta nella sua storia.

## Formula
Il campionato asiatico 2014 vide la partecipazione di quattro nazionali asiatiche. La manifestazione fu organizzata tramite un girone all'italiana con gare di sola andata; erano assegnati tre punti per l'incontro vinto, un punto a testa per l'incontro pareggiato e zero la sconfitta. Al termine della prima fase le prime quattro squadre classificate disputarono le semifinali e le finali la cui vincitrici venne proclamata campione d'Asia.

## Squadre partecipanti
| Squadra       | Partecipazioni precedenti al torneo                                                     |
| ------------- | --------------------------------------------------------------------------------------- |
| Giappone      | 13 (1985, 1987, 1989, 1991, 1995, 1997, 1999, 2001, 2004, 2005, 2007, 2009, 2010)       |
| India         | 14 (1985, 1987, 1989, 1991, 1995, 1997, 1999, 2001, 2004, 2005, 2007, 2009, 2010, 2012) |
| Macao         | 12 (1987, 1989, 1991, 1995, 1997, 1999, 2001, 2004, 2005, 2007, 2009, 2012)             |
| Taipei cinese | 12 (1987, 1989, 1991, 1995, 1999, 2001, 2004, 2005, 2007, 2009, 2010, 2012)             |

Nota bene: nella sezione "partecipazioni precedenti al torneo" le date in grassetto indicano la squadra che ha vinto quell'edizione del torneo

## Svolgimento del torneo

### Prima fase
| Pos | Squadra       | Pt | G | V | N | P | GF | GS | DG  |
| --- | ------------- | -- | - | - | - | - | -- | -- | --- |
| 1.  | Macao         | 9  | 3 | 3 | 0 | 0 | 32 | 5  | +27 |
| 2.  | India         | 4  | 3 | 1 | 1 | 1 | 23 | 24 | -1  |
| 3.  | Taipei cinese | 3  | 3 | 1 | 0 | 2 | 21 | 34 | -13 |
| 4.  | Giappone      | 1  | 3 | 0 | 1 | 2 | 10 | 23 | -13 |

| Data         | Ora | Gara     | Gara | Gara          |
| ------------ | --- | -------- | ---- | ------------- |
| 25 settembre |     | India    | 3-12 | Macao         |
| 25 settembre |     | Giappone | 6-11 | Taipei cinese |
| 26 settembre |     | Macao    | 12-2 | Taipei cinese |
| 26 settembre |     | Giappone | 4-4  | India         |
| 27 settembre |     | Giappone | 0-8  | Macao         |
| 27 settembre |     | India    | 16-8 | Taipei cinese |

### Fase finale
|  | Semifinali | Semifinali    | Semifinali    |               |       | Finale 1º posto | Finale 1º posto | Finale 1º posto |  |
|  |            |               |               |               |       |                 |                 |                 |  |
|  | 1          | Macao         | 7             |               |       |                 |                 |                 |  |
|  | 1          | Macao         | 7             |               |       |                 |                 |                 |  |
|  | 4          | Giappone      | 1             |               |       |                 |                 |                 |  |
|  | 4          | Giappone      | 1             |               | Macao | Macao           | 13              |                 |  |
|  |            |               |               |               | Macao | Macao           | 13              |                 |  |
|  |            |               | Taipei cinese | Taipei cinese | 3     |                 |                 |                 |  |
|  | 2          | India         | Taipei cinese | Taipei cinese | 3     | 9               |                 |                 |  |
|  | 2          | India         |               |               |       | 9               |                 |                 |  |
|  | 3          | Taipei cinese | 12            |               |       | Finale 3º posto | Finale 3º posto | Finale 3º posto |  |
|  | 3          | Taipei cinese | 12            |               |       |                 |                 |                 |  |
|  |            |               |               |               |       |                 |                 |                 |  |
|  |            |               |               |               |       | Giappone        | Giappone        | 5               |  |
|  |            |               |               |               |       | Giappone        | Giappone        | 5               |  |
|  |            |               |               |               |       | India           | India           | 1               |  |